# Allsvenskan i bandy för damer 2010/2011
Allsvenskan i bandy för damer 2010/2011 spelades mellan den 13 november 2010 och den 19 februari 2011. De sju lagen spelade mot varandra en gång hemma och en gång borta, vilket gav totalt 12 omgångar. Seger gav två poäng, oavgjorda matcher en poäng var och förlust gav noll poäng.
I slutspelet om de svenska mästerskapet gick lag 1-2 i allsvenska direkt till semifinalerna, medan lag 3-6 först spelade kvartsfinal. Lag 7 fick spela kval mot de två seriesegrarna i Division 1 om två platser i Allsvenskan 2011/2012.
Karlsbyhedens IK var kvalificerade för spel i Allsvenskan 2010/2011 efter kvalvinst mot Uppsala BoIS, men beslutade sig för att dra sig ur allsvenskt spel och ersattes inte av något annat lag.
AIK vann grundserien på samma poäng, fast med bättre målskillnad, än tvåan IFK Nässjö.
Kareby IS Camilla Johansson blev skyttedrottning med 33 fullträffar.
Det allsvenska kvalet spelades den 12 mars i Söråker mellan sjuan i Allsvenskan, Härnösands AIK, och de två Division 1-vinnarna Söråkers IF och Västerås SK. Alla tre matcherna avgjordes samma dag och hade en speltid på 2x35 min. Härnösands AIK och Söråkers IF är efter avslutat kval klara för Allsvenskan 2011/2012.
Svenska mästare blev Kareby IS efter finalseger med 3-2 (1-1) mot AIK på Studenternas IP i Uppsala inför 983 åskådare. Det var Karebys första SM-guld.

## Deltagande lag och Hemmabanor
Följande lag spelar i Damallsvenskan i bandy säsongen 2010/2011:
| Lag               | Hemmaplan           |
| ----------------- | ------------------- |
| AIK               | Bergshamra IP       |
| Härnösands AIK    | Högslättens IP      |
| Kareby IS         | Skarpe Nord         |
| IFK Nässjö        | Skogsvallen         |
| Sandvikens AIK    | Göransson Arena     |
| Tranås BoIS       | Bredstorps IP       |
| Västerstrands AIK | Tingvalla isstadion |

## Tabell
Not: S = Spelade matcher, V = Vinster, O = Oavgjorda, F = Förluster, GM = Gjorda mål, IM = Insläppta mål, P = Poäng, MSK = Målskillnad

## Seriematcherna
| - 13 november 2010 Sandvikens AIK-AIK 5-3 - 13 november 2010 IFK Nässjö-Kareby IS 4-3 - 14 november 2010 Tranås BoIS-Västerstrands AIK 5-1 - 20 november 2010 Kareby IS-Härnösands AIK 11-0 - 20 november 2010 AIK-Nässjö 5-1 - 20 november 2010 Sandviken-Tranås 6-5 - 21 november 2010 Västerstrand-Härnösand 4-3 - 27 november 2010 Kareby-Sandviken 5-2 - 27 november 2010 Tranås-AIK 1-6 - 27 november 2010 Nässjö-Västerstrand 5-3 - 11 december 2010 AIK-Kareby 5-2 - 11 december 2010 Härnösand-Nässjö 1-11 - 12 december 2010 Sandviken-Nässjö 1-5 - 18 december 2010 Tranås-Kareby 0-5 - 18 december 2010 Västerstrand-AIK 1-7 - 19 december 2010 Härnösand-Sandviken 2-4 - 26 december 2010 Kareby-Västerstrand 6-1 - 2 januari 2011 Nässjö-Tranås 12-2 - 6 januari 2011 Sandviken-Västerstrand 6-1 - 6 januari 2011 AIK-Härnösand 7-0 - 8 januari 2011 Västerstrand-Kareby 1-9 - 8 januari 2011 Tranås-Sandviken 1-4 - 9 januari 2011 Nässjö-Sandviken 6-3 | - 15 januari 2011 Kareby-Tranås 12-1 - 15 januari 2011 Västerstrand-Nässjö 0-5 - 15 januari 2011 Härnösand-AIK 0-12 - 22 januari 2011 Nässjö-Härnösand 8-0 - 22 januari 2011 AIK-Västerstrand 8-1 - 23 januari 2011 Tranås-Härnösand 3-2 - 29 januari 2011 Härnösand-Kareby 0-10 - 29 januari 2011 Nässjö-AIK 3-1 - 29 januari 2011 Västerstrand-Tranås 5-3 - 30 januari 2011 Sandviken-Kareby 3-8 - 5 februari 2011 Västerstrand-Sandviken 5-8 - 5 februari 2011 Härnösand-Tranås 3-4 - 6 februari 2011 AIK-Tranås 8-0 - 12 februari 2011 Sandviken-Härnösand 8-0 - 12 februari 2011 Kareby-AIK 1-6 - 13 februari 2011 Tranås-Nässjö 2-9 - 19 februari 2011 Härnösand-Västerstrand 3-1 - 19 februari 2011 Kareby-Nässjö 1-0 - 19 februari 2011 AIK-Sandviken 6-0 |

## Matchöversikt
Hemmalaget är listat i den vänstra spalten.
Klicka på resultatet för att komma till matchfakta på elitrapport.se
| Allsvenskan 2010/2011 | AIK    | HAIK   | KIS    | IFKN   | SAIK  | TBoIS  | VAIK  |
| --------------------- | ------ | ------ | ------ | ------ | ----- | ------ | ----- |
| AIK                   | X      | 7 - 0  | 5 - 2  | 5 - 1  | 6 - 0 | 8 - 0  | 8 - 1 |
| Härnösands AIK        | 0 - 12 | X      | 0 - 10 | 1 - 11 | 2 - 4 | 3 - 4  | 3 - 1 |
| Kareby IS             | 1 - 6  | 11 - 0 | X      | 1 - 0  | 5 - 2 | 12 - 1 | 6 - 1 |
| IFK Nässjö            | 3 - 1  | 8 - 0  | 4 - 3  | X      | 6 - 3 | 12 - 2 | 5 - 3 |
| Sandvikens AIK        | 5 - 3  | 8 - 0  | 3 - 8  | 1 - 5  | X     | 6 - 5  | 6 - 1 |
| Tranås BoIS           | 1 - 6  | 3 - 2  | 0 - 5  | 2 - 9  | 1 - 4 | X      | 5 - 1 |
| Västerstrands AIK     | 1 - 7  | 4 - 3  | 1 - 9  | 0 - 5  | 5 - 8 | 5 - 3  | X     |

## Slutspelet

### Kvartsfinaler
Kvartsfinalerna spelas i bäst av två matcher
| Datum                         | Match                 | Resultat | Publik | Rapport |
| ----------------------------- | --------------------- | -------- | ------ | ------- |
| Kareby IS - Västerstrands AIK |                       |          |        |         |
| 2 mars 2011                   | Västerstrand - Kareby | 1 - 9    | 60     | Match 1 |
| 5 mars 2011                   | Kareby - Västerstrand | 11 - 0   | 85     | Match 2 |
| Sandvikens AIK - Tranås BoIS  |                       |          |        |         |
| 2 mars 2011                   | Tranås - Sandviken    | 3 - 11   | 83     | Match 1 |
| 5 mars 2011                   | Sandviken - Tranås    | 6 - 0    | 70     | Match 2 |
- Kareby till semifinal med sammanlagt 20-1 i målskillnad
- Sandviken till semifinal med sammanlagt 17-3 i målskillnad

### Semifinaler
Semifinalerna spelas i bäst av tre matcher
* = På grund av dålig is flyttades matchen från Zinkensdamm i Stockholm till Studenternas IP i Uppsala
| Datum                        | Match           | Resultat | Publik | Rapport |
| ---------------------------- | --------------- | -------- | ------ | ------- |
| AIK - Sandvikens AIK (2-1)   |                 |          |        |         |
| 8 mars 2011                  | Sandviken - AIK | 3 - 2 SD | 83     | Rapport |
| 12 mars 2011                 | AIK - Sandviken | 6 - 2 *  | 125    | Rapport |
| 13 mars 2011                 | AIK - Sandviken | 9 - 0    | 111    | Rapport |
| IFK Nässjö - Kareby IS (0-2) |                 |          |        |         |
| 9 mars 2011                  | Kareby - Nässjö | 7 - 2    | 196    | Rapport |
| 12 mars 2011                 | Nässjö - Kareby | 3 - 6    | 110    | Rapport |
- AIK till final med 2-1 i matcher
- Kareby till final med 2-0 i matcher

### Final
Finalen spelas i bäst av en match
| Datum                             | Match           | Resultat | Publik | Rapport |
| --------------------------------- | --------------- | -------- | ------ | ------- |
| Final på Studenternas IP, Uppsala |                 |          |        |         |
| 19 mars 2011                      | AIK - Kareby IS | 2 - 3    | 983    | Rapport |
- Kareby svenska mästare i bandy för damer 2010/2011

## Allsvenskt kval
Not: Matcherna i kvalet spelas 2x35 min mot vanliga 2x45 min
| Datum                          | Klockan  | Match                        | Resultat | Rapport     |
| ------------------------------ | -------- | ---------------------------- | -------- | ----------- |
| Allsvenskt kval 2011 i Söråker |          |                              |          |             |
| 12 mars 2011                   | Kl 11:00 | Söråkers IF - Härnösands AIK | 4 - 2    | Kvalmatch 1 |
| 12 mars 2011                   | Kl 14:00 | Söråkers IF - Västerås SK    | 2 - 4    | Kvalmatch 2 |
| 12 mars 2011                   | Kl 17:00 | Västerås SK - Härnösands AIK | 1 - 5    | Kvalmatch 3 |

### Tabell för kvalet
Not: S = Spelade matcher, V = Vinster, O = Oavgjorda, F = Förluster, GM = Gjorda mål, IM = Insläppta mål, P = Poäng, MSK = Målskillnad
| Nr | Klubb          | S | V | O | F | GM | IM | P | MSK |
| -- | -------------- | - | - | - | - | -- | -- | - | --- |
| 1  | Härnösands AIK | 2 | 1 | 0 | 1 | 7  | 5  | 2 | +2  |
| 2  | Söråkers IF    | 2 | 1 | 0 | 1 | 6  | 6  | 2 | ±0  |
| 3  | Västerås SK    | 2 | 1 | 0 | 1 | 5  | 7  | 2 | -2  |
- Härnösand och Söråker är kvalificerade för Allsvenskan 2011/2012